# Very Together
Very Togehter es la única compilación de The Beatles de grabaciones hechas en Hamburgo, Alemania; lanzado en Canadá. Publicado por Polydor Records. La cubierta, que cuenta con cuatro velas, tres encendidas y una apagada, fue tomada en 1969. Uno de los cuatro álbumes que sólo se lanzaron en Canadá, su escasez en cualquier condición es considerable. El contenido de este disco es idéntica a la publicada previamente del álbum europeo The Beatles' First y el álbum americano In the Beginning (Circa 1960) publicado al año siguiente.

## Lista de canciones
Todas las voces son de Tony Sheridan, excepto donde indique lo contrario:
| Lado uno |                                                                      |          |  |
| N.º      | Título                                                               | Duración |  |
| 1.       | «Ain't She Sweet (Milton Ager y Jack Yellen)»                        | 2:10     |  |
| 2.       | «Cry for a Shadow (Lennon/Harrison)»                                 | 2:22     |  |
| 3.       | «Let's Dance (Lee)» (Por Tony Sheridan y The Beat Brothers))         | 2:32     |  |
| 4.       | «My Bonnie» (Tradicional)                                            | 2:06     |  |
| 5.       | «Take Out Some Insurance On Me, Baby (Hall/Singleton)»               | 2:52     |  |
| 6.       | «What'd I Say (Ray Charles)» (Por Tony Sheridan y The Beat Brothers) | 2:37     |  |

| Lado dos |                                                                                   |          |  |
| N.º      | Título                                                                            | Duración |  |
| 1.       | «Sweet Georgia Brown (Bernie, Casey, Pinkard)»                                    | 2:03     |  |
| 2.       | «When the Saints Go Marching In» (Tradicional)                                    | 3:19     |  |
| 3.       | «Ruby Baby (Jerry Leiber y Mike Stoller)» (Por Tony Sheridan y The Beat Brothers) | 2:48     |  |
| 4.       | «"Why (Compton/Sheridan)»                                                         | 2:55     |  |
| 5.       | «Nobody's Child» (Tradicional)                                                    | 3:52     |  |
| 6.       | «Ya Ya (Lee Dorsey/Robinson)» (Por Tony Sheridan y The Beat Brothers)             | 2:48     |  |

## La leyenda de "Paul está muerto"
En la portada aparecen cuatro velas representando a los 4 Beatles lo que representa la vida, en cambio la segunda vela está apagada humeando representando a la supuesta muerte de Paul McCartney.
- Datos: Q4010308